# 戴夫·霍彭
戴维·德克·霍彭（英語：David Dirk Hoppen，1964年3月13日—）是美国NBA联盟前职业篮球运动员。他在1986年的NBA选秀中第3轮第65顺位被亚特兰大老鹰选中。